# Supercopa de Italia de Baloncesto
La Supercoppa Italiana di Pallacanestro Maschile o en español, la Supercopa de Italia de Baloncesto es una competición de baloncesto profesional que se disputa desde el año 1995 entre los ganadores de la Lega Basket Serie A y la Copa de Italia.

## Formato
En 2000, la Supercopa se organizó a una escala mayor, con la participación de todos menos uno de los equipos de la Serie A y la Serie A2 (Viola Reggio Calabria le pilló en un torneo en Buenos Aires), con los campeones de la liga y la copa ya clasificados para el semifinales. Al año siguiente, los cuatro equipos mejor clasificados de la liga participaron en la final a cuatro de la Supercopa. 
La edición de 2014 la disputaron cuatro equipos, con el campeón de la liga jugando el subcampeón de la copa y el ganador de la copa jugando el subcampeón de la temporada regular de la liga (salvo eso, el siguiente equipo mejor clasificado en la copa y la liga son elegidos en ese orden). El formato fue confirmado para las siguientes ediciones.

## Resultados
| Año  | Sede        | Campeón                   | Resultado | Finalista                 | MVP                   |
| ---- | ----------- | ------------------------- | --------- | ------------------------- | --------------------- |
| 1995 | Casalecchio | Virtus Bologna            | 90-72     | Benetton Treviso          | Orlando Woolridge     |
| 1996 | Assago      | Scala Verona              | 79-72     | Olimpia Milano            | Giacomo Galanda       |
| 1997 | Treviso     | Benetton Treviso          | 78-58     | Virtus Bologna            | Denis Marconato       |
| 1998 | Bolonia     | Fortitudo Bologna         | 66-59     | Virtus Bologna            | Alessandro Abbio      |
| 1999 | Varese      | Varese                    | 68-61     | Virtus Bologna            | Andrea Meneghin       |
| 2000 | Siena       | Virtus Roma               | 82-78     | Virtus Bologna            | Jerome Allen          |
| 2001 | Génova      | Benetton Treviso          | 88-71     | Scavolini Pesaro          | Tyus Edney            |
| 2002 | Génova      | Benetton Treviso          | 100-72    | Virtus Bologna            | Tyus Edney            |
| 2003 | Treviso     | Cantù                     | 85-79     | Benetton Treviso          | Nate Johnson          |
| 2004 | Siena       | Montepaschi Siena         | 85-77     | Benetton Treviso          | David Vanterpool      |
| 2005 | Bolonia     | Fortitudo Bologna         | 84-75     | Benetton Treviso          | Marco Belinelli       |
| 2006 | Treviso     | Benetton Treviso          | 76-73     | Eldo Napoli               | Marcus Goree          |
| 2007 | Siena       | Montepaschi Siena         | 96-50     | Benetton Treviso          | Shaun Stonerook       |
| 2008 | Siena       | Montepaschi Siena         | 108-72    | Air Avellino              | Terrell McIntyre      |
| 2009 | Siena       | Montepaschi Siena         | 87-65     | La Fortezza Bologna       | Romain Sato           |
| 2010 | Siena       | Montepaschi Siena         | 82-64     | Virtus Bologna            | Bo McCalebb           |
| 2011 | Forli       | Montepaschi Siena         | 73-70     | Bennet Cantú              | Ksystof Lavrinovic    |
| 2012 | Rimini      | Pallacanestro Cantú       | 80-73     | Montepaschi Siena         | Manuchar Markoishvili |
| 2013 | Siena       | Montepaschi Siena         | 81-66     | Cimberio Varese           | Daniel Hackett        |
| 2014 | Sassari     | Dinamo Sassari            | 96-88     | Olimpia Milano            | Jerome Dyson          |
| 2015 | Turín       | Grissin Bon Reggio Emilia | 80-68     | Olimpia Milano            | Amedeo Della Valle    |
| 2016 | Assago      | Olimpia Milano            | 90-72     | Felice Scandone Avellino  | Krunoslav Simon       |
| 2017 | Forlì       | EA7 Emporio Armani Milano | 82–77     | Umana Reyer Venezia       | Jordan Theodore       |
| 2018 | Brescia     | AX Armani Exchange Milano | 82–71     | Fiat Torino               | Vladimir Micov        |
| 2019 | Bari        | Banco di Sardegna Sassari | 83–80     | Umana Reyer Venezia       | Curtis Jerrells       |
| 2020 | Bolonia     | AX Armani Exchange Milano | 75–68     | Virtus Bologna            | Malcolm Delaney       |
| 2021 | Bolonia     | Virtus Bolonia            | 90–84     | AX Armani Exchange Milano | Alessandro Pajola     |
| 2022 | Brescia     | Virtus Segafredo Bologna  | 72-69     | Banco di Sardegna Sassari | Semi Ojeleye          |
| 2023 | Brescia     | Virtus Segafredo Bologna  | 97-60     | Pallacanestro Brescia     | Tornike Shengelia     |
| 2024 | Bolonia     | AX Armani Exchange Milano | 98–96     | Virtus Bologna            | Josh Nebo             |

## Palmarés
| Posición | Club                  | Campeón | Finalista | Años campeón                                        |
| -------- | --------------------- | ------- | --------- | --------------------------------------------------- |
| 1.       | Mens Sana 1871        | 6       | 1         | 2004, 2007, 2008, 2009, 2010, 2011, 2013 (revocado) |
| 2.       | Olimpia Milano        | 5       | 3         | 2016, 2017, 2018, 2020, 2024                        |
| 3.       | Virtus Bologna        | 4       | 9         | 1995, 2021, 2022, 2023                              |
| 4.       | Treviso               | 4       | 5         | 1997, 2001, 2002, 2006                              |
| 5.       | Cantù                 | 2       | 1         | 2003, 2012                                          |
| 6.       | Fortitudo Bologna     | 2       | 0         | 1998, 2005                                          |
| 7.       | Dinamo Sassari        | 2       | 0         | 2014, 2019                                          |
| 8.       | Varese                | 1       | 1         | 1999                                                |
| 9.       | Scaligera Verona      | 1       | 0         | 1996                                                |
| 10.      | Virtus Roma           | 1       | 0         | 2000                                                |
| 11.      | Reggiana              | 1       | 0         | 2015                                                |
| 12.      | Felice Scandone       | 0       | 2         |                                                     |
| 13.      | Reyer Venezia         | 0       | 2         |                                                     |
| 14.      | Torino                | 0       | 1         |                                                     |
| 15.      | Victoria Libertas     | 0       | 1         |                                                     |
| 16.      | Napoli                | 0       | 1         |                                                     |
| 17.      | Pallacanestro Brescia | 0       | 1         |                                                     |